# Hugo Arrambide
Hugo Miguel Arrambide Pizarro fue un jinete argentino que compitió en la modalidad de salto ecuestre en tres olimpiadas: Tokio 1964, México 1968 y Múnich 1972
Fue campeón nacional de Argentina en 1965, 1966, 1972 y 1973. En 1965 ganó el Concurso de Saltos Internacional de Aquisgrán y el de Gijón con "Chimbote", uno de sus mejores caballos junto con "Camalote", "Ministerio" y "Mio-Mio".